# Valentin Metgenberg
Valentin Metgenberg (* 30. července 2003, Engelskirchen) je německý fotbalový obránce.

## Klubová kariéra
Metgenberg je odchovancem hamburského Eimsbütteler TV.

### Apollon Pontou
Dne 10. října 2022 přestoupil do Apollonu Pontou, klubu z předměstí Soluně. I přes fakt, že zde strávil dva roky, odehrál pouze 11 soutěžních zápasů.

### SFC Opava
V létě 2024 podepsal roční smlouvu v SFC. Nosil zde číslo 37. Jediný ligový start v áčku zaznamenal 25. srpna 2024 proti Táborsku, kdy nastupoval v 90. minutě. V základu se objevil pouze v MOL Cupu proti Vratimovu. Odehrál i šest zápasů v rezervě. V květnu 2025 po vzájemné dohodě ukončil svojí štaci v Opavě.